# Istočna moa
Istočna moa (lat. Emeus crassus) je izumrla vrsta moe, jedina članica roda Emeus. Živjela je u nizinskim područjima Južnog otoka na Novom Zelandu. Izumrla je oko 1500. zbog dolaska kolonista na otok, koji su je lovili zbog prehrane. 
Bila je prosječne veličine, 1,5-1,8 metara. Kao druge moe, nije imala zakržljale kosti krila. Imala je dug vrat i snažne noge. Također je imala prsnu kost bez rtenjače. U odnosu na druge moe, stopala su joj bila iznimno velika, što joj je dosta usporavalo kretanje. 